# Ruinas

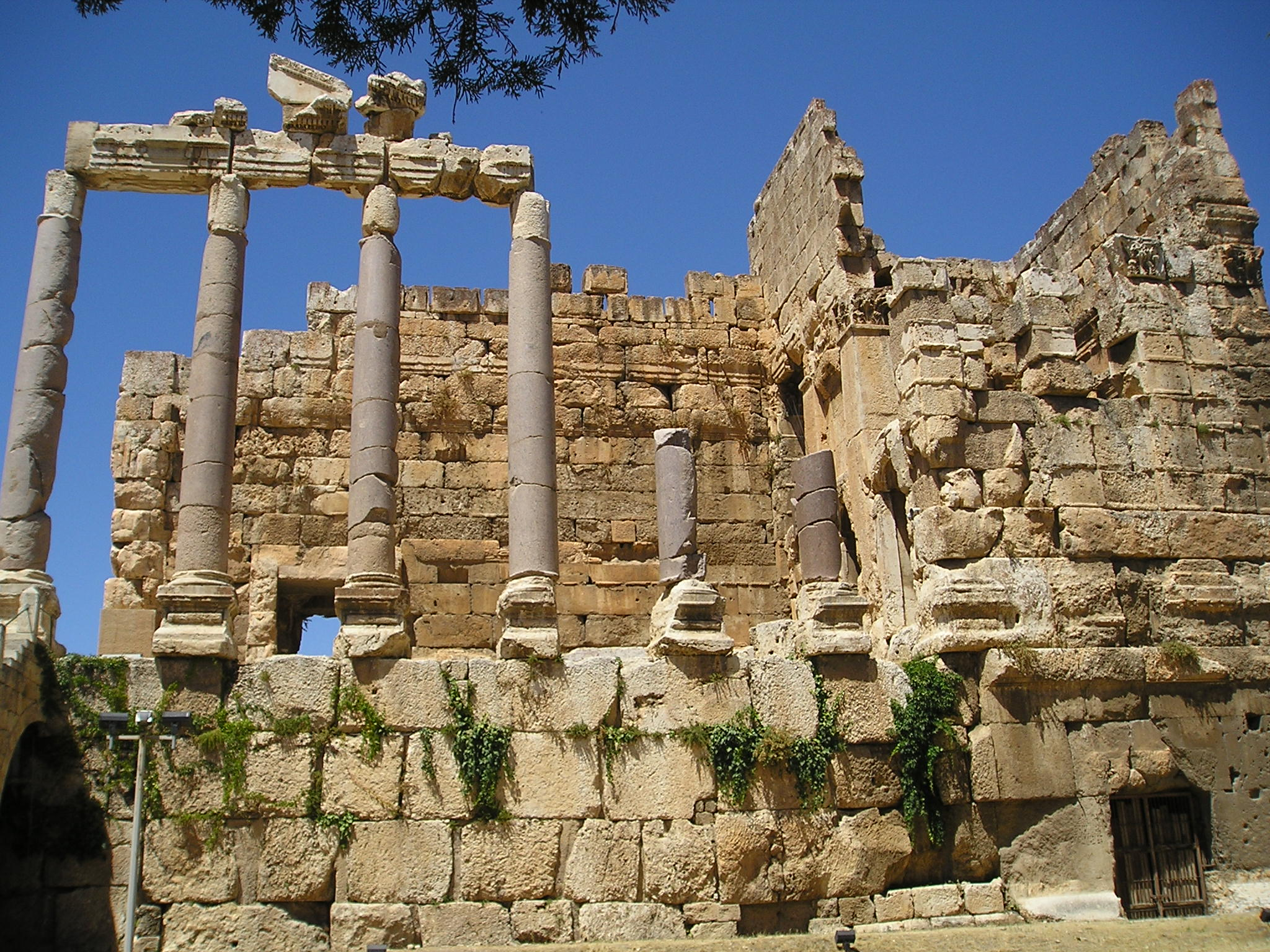
Ruinas del santuario de Júpiter de Baalbek, Líbano.

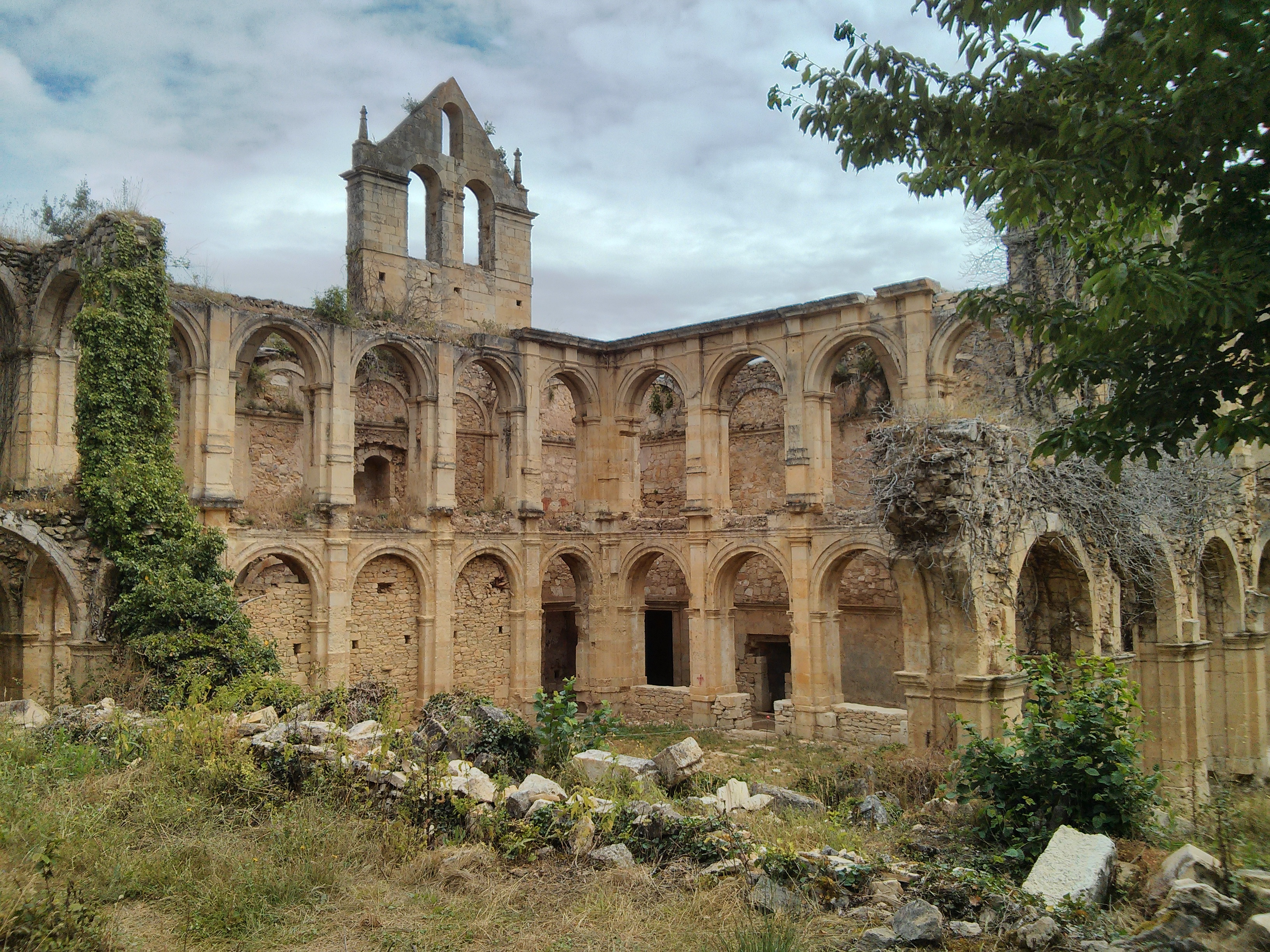
Ruinas del claustro del Monasterio de Santa María de Rioseco (España), expoliado durante la invasión francesa de España (1808-1814) y finalmente abandonado tras la Desamortización de Mendizábal (1836-1837).

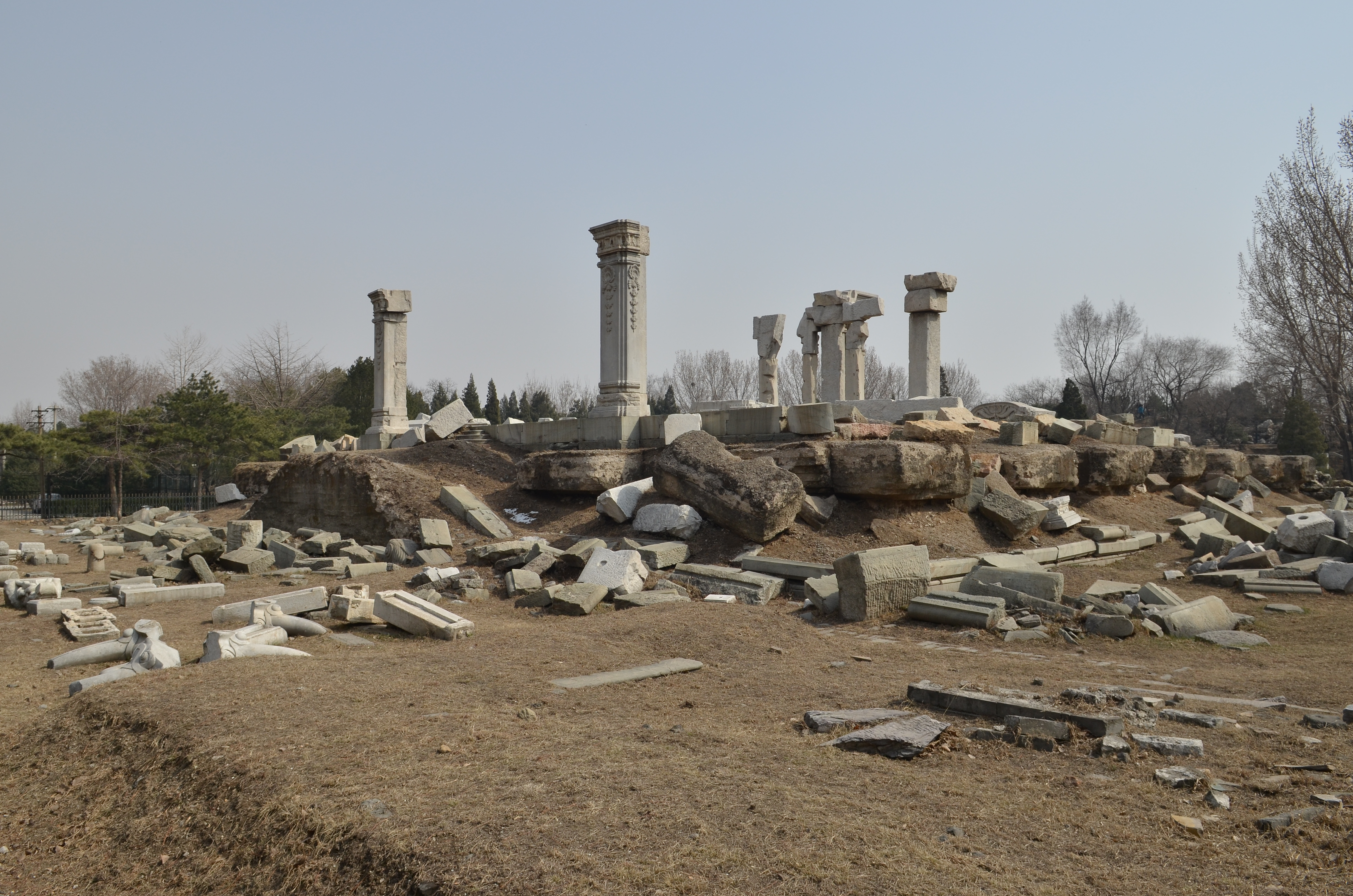
Ruinas del Palacio Imperial de Pekín (China), saqueado y destruido por los británicos y franceses durante la segunda guerra del Opio (1856-1860).

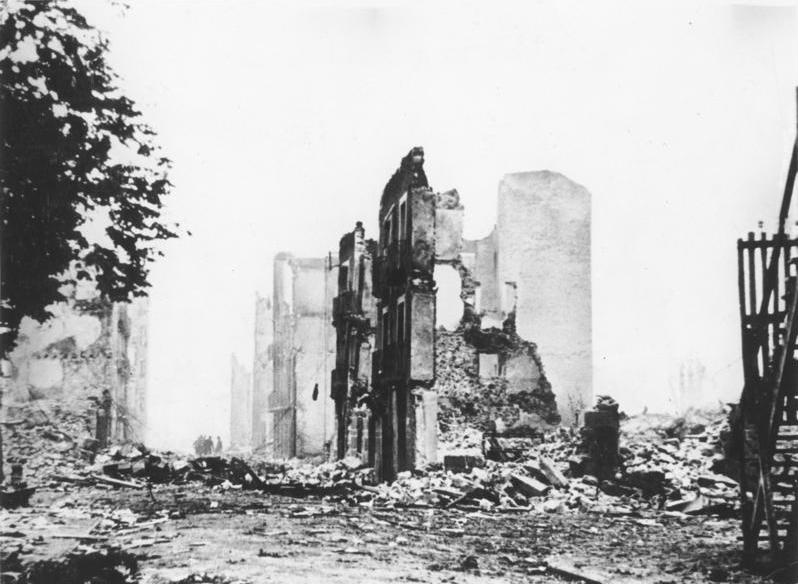
Ruinas de la ciudad de Guernica tras el bombardeo de la aviación alemana (1937) durante la guerra civil española (1936-1939).

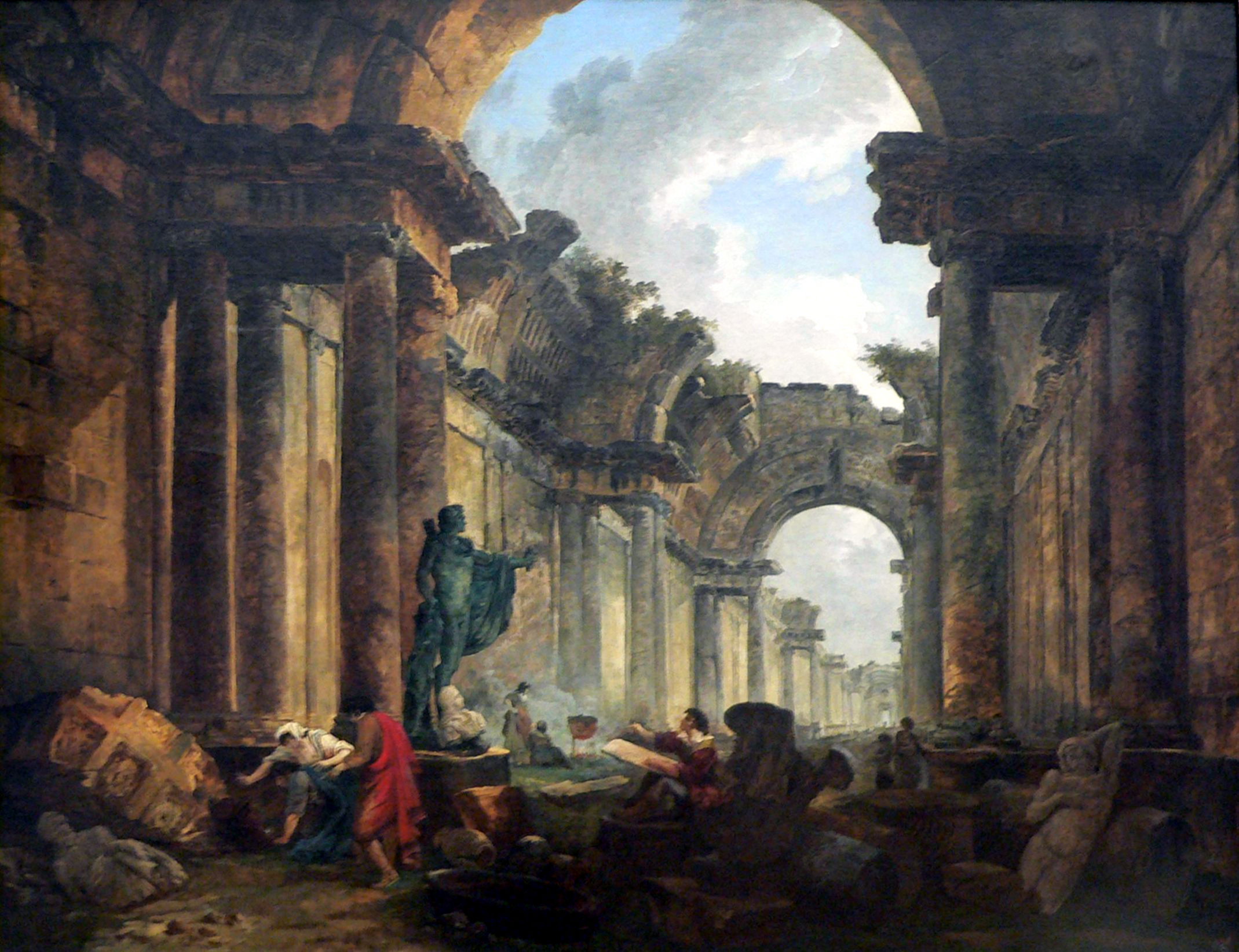
Vista imaginaria de la Gran Galería del Louvre en ruinas (1796), de Hubert Robert.

El término ruinas es usado para describir los restos de arquitectura humana, estructuras que alguna vez fueron un todo, pero que se han derruido parcial o completamente debido a la carencia de mantenimiento o a los actos deliberados de destrucción. Los desastres naturales, las guerras y la despoblación, son las causas más comunes que llevan a una edificación a las ruinas.
Existían famosas en todo el mundo, desde antiguos lugares en China, el Valle del Indo y Judea, hasta sitios de Zimbabue en África, Grecia, Egipto y Roma del lado de la cuenca del Mediterráneo, como también en los territorios incas y mayas de América.
Las ruinas son muy importantes para los historiadores, arqueólogos y antropólogos, trátese de lo que alguna vez fueron fortificaciones, lugares de adoración, casas, edificios o pueblos, villas y ciudades enteras. Muchas de las ruinas descubiertas o conocidas, se han vuelto Patrimonio de la Humanidad por parte de la Unesco en años recientes, entidad que los identifica y conserva como áreas de valor excepcional para la humanidad.
Las ruinas forman parte del repertorio de ideas y corrientes de pensamiento y reflexión filosófica y de estética desde que el poeta pagano de Roma Rutilio Namaciano dio testimonio de la decadencia del Imperio Romano en su época ante las ruinas de Populonia (De reditu suo, I 401-14); se trata de uno de los primeros tratamientos del tópico literario de las “ruinas”, que tanto desarrollo cobraría a partir del siglo XVI y XVII español (A las ruinas de Itálica de Rodrigo Caro, por ejemplo) y en los grabados dieciochescos del italiano Piranesi, y posteriormente con Edmund Burke y William Gilpin, relacionado con categorías estéticas como lo sublime y lo pintoresco, propias del romanticismo. 
En el siglo XIX la naturaleza en sí es imaginada como ruina mientras que en el siglo XX la ruina ya no es fruto del paso del tiempo sino de las guerras y el declive de la industria. Hasta este momento el tema de las ruinas en la humanidad es principalmente un problema del que se ocupa la teoría estética. Sin embargo, ya a finales del siglo pasado, y con mucha más fuerza en la actualidad, las ruinas del pasado reciente se han convertido en foco principal de muchas investigaciones en distintos campos. Tanto las ruinas de la antigüedad como las nuevas ruinas de la contemporaneidad han representado y siguen representando un foco de atracción a lo largo de la historia. La pasión por las ruinas está íntimamente ligada a la mercantilización y espectacularización del patrimonio. Sin embargo, en las últimas décadas se ha producido una toma de conciencia gradual sobre la consideración del mundo industrial como contenedor imprescindible de la memoria del pasado, dando lugar a un importante movimiento de preservación del patrimonio industrial.
Innumerables obras de arte, tanto en la pintura como en la arquitectura y la literatura, contienen representaciones de la ruina como metáfora y alegoría, en que se contempla el triunfo de la naturaleza, la melancolía, el tiempo y la imperfección sobre la civilización neoclásica, que finge vanamente la eternidad y la perfección en las esferas cerradas de la razón. Se medita el pasado de la humanidad y la condición moral de la existencia humana.